# Jens Kassner

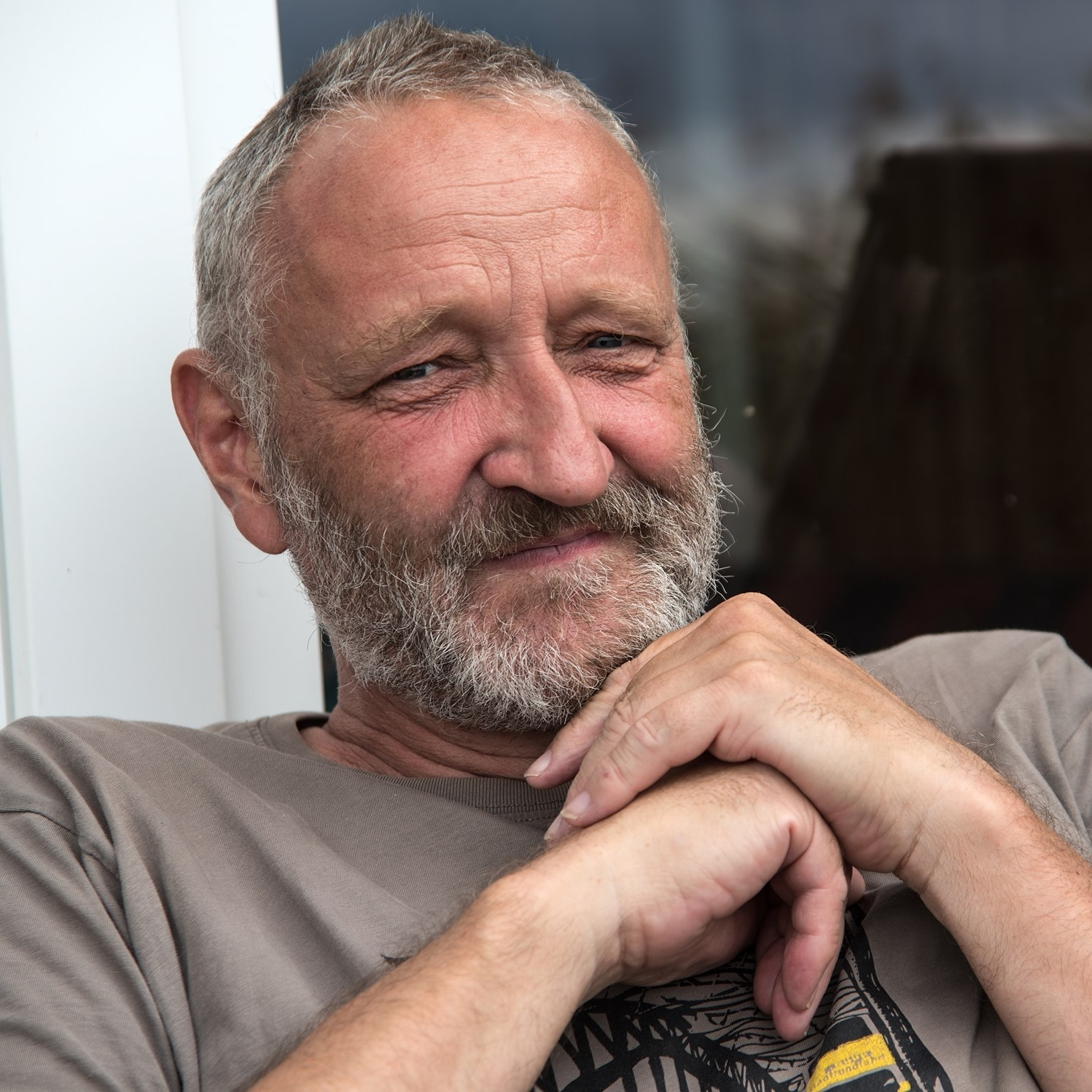
Jens Kassner (2021)

 Jens Kassner (* 30. Mai 1961) ist ein deutscher Publizist, Autor und Blogger.

## Leben
Nach abgeschlossener Berufsausbildung zum Agrotechniker mit Abitur in Dresden und der daran anschließenden Militärdienstzeit, studierte Jens Kassner von 1983 bis 1988 Politikwissenschaft an der Universität Leipzig. 1992 promovierte er extern als Kunsthistoriker bei Thomas Topfstedt in Leipzig.
1991 bis 1993 archivierte er die Bibliothek, Grafik- und Ikonensammlung des Kunstsammlers Georg Brühl in Chemnitz. Später war er in der Neuen Sächsischen Galerie Chemnitz und dem Verlag Heimatland beschäftigt. Von 2000 bis 2021 war er selbstständig tätig. 2006 zog er nach Leipzig um.
Kassner war viele Jahre freier Mitarbeiter der Leipziger Volkszeitung und ist Autor zahlreicher Bücher sowie Beiträge für Publikationen, darunter dem Katalog der Sächsischen Landesausstellung „Boom!“ Zwickau 2020.
Jens Kassner lebt in Leipzig und arbeitet als Journalist für die Lokalredaktion Chemnitz der Tageszeitung Freie Presse.

## Werke
- AOK Chemnitz 1886–1996. Hg. von der AOK Chemnitz. Chemnitz: Heimatland 1996
- Chemnitz in den „Goldenen Zwanzigern“. Architektur und Stadtentwicklung. Chemnitz: Heimatland 2000.
- C² [tse: kvadra:t]. Texte zur Kunst in und um Chemnitz. Chemnitz: edition vollbart 2000.
- Fred Otto 1883–1944. Stadtbaurat in Chemnitz. Chemnitz: Heimatland 2000.
- Clauss Dietel – Gestalter. Hg. von der Neuen Sächsischen Galerie Chemnitz. Chemnitz: edition vollbart 2002.
- Reiberei am großen C. Texte zu Architektur und Stadtentwicklung. Chemnitz: edition vollbart 2002.
- Clauss Dietel und Lutz Rudolph. Gestaltung ist Kultur. Hg. von der Sammlung Industrielle Gestaltung Berlin/Deutsches Historisches Museum Berlin. Chemnitz: edition vollbart 2002.
- Serie Thematische Stadtpläne Chemnitz. 5 Ausgaben zu einzelnen Architekturperioden. Chemnitz: edition vollbart 2002/2003.
- Wohnen in Chemnitz. 75 Jahre kommunale Wohnungswirtschaft 1928-2003. Hg. von der Grundstücks- und Gebäudewirtschafts-Gesellschaft m.b.H. Chemnitz. Chemnitz: edition vollbart 2003.
- 100 Jahre Sander Fördertechnik. Chemnitz: Sander 2004.
- Töpferstadt Waldenburg. Hg. vom Töpferverein Waldenburg eV. Chemnitz: edition vollbart 2004.
- Chemnitz Architektur. Stadt der Moderne. Leipzig: Passage 2009.
- 100 Jahre Tradition. Sächsische Wohnungsgenossenschaft Chemnitz eG. Chemnitz: edition vollbart 2010.
- Chemnitz. Die Rathäuser. Chemnitz: Chemnitzer Verlag 2011.
- Görlitz an einem Tag. Ein Stadtrundgang. Leipzig: Lehmstedt 2011.
- Annaberg an einem Tag. Ein Stadtrundgang. Leipzig: Lehmstedt 2012.
- Bautzen an einem Tag. Ein Stadtrundgang. Leipzig: Lehmstedt 2012.
- Eisenach an einem Tag. Ein Stadtrundgang. Leipzig: Lehmstedt 2013.
- Freiberg an einem Tag. Ein Stadtrundgang. Leipzig: Lehmstedt 2013.
- Goslar an einem Tag. Ein Stadtrundgang. Leipzig: Lehmstedt 2013.
- Chemnitz an einem Tag. Ein Stadtrundgang. Leipzig: Lehmstedt 2018.
- Zwickau an einem Tag. Ein Stadtrundgang. Leipzig: Lehmstedt 2019.
- Wörterbuch des Protests. Von Ablehnung bis Ziviler Ungehorsam. Norderstedt: BoD 2021.

## Herausgeberschaft
- Das Kellerhaus und der Chemnitzer Schloßberg (mit Gabriele Viertel und Stephan Weingart). Chemnitz: edition vollbart 2001.
- Reformarchitektur in Chemnitz (mit Christine Weiske). Chemnitz: edition vollbart 2003.
- Yves A. Pillep: Erich Basarke. Ein Chemnitzer Architekt. Chemnitz: edition vollbart 2004.